# George Frederic Watts
George Frederic Watts, a volte noto con il nome di George Frederick Watts (Marylebone, 23 febbraio 1817 – Compton, 1º luglio 1904), è stato un pittore e scultore inglese dell'epoca vittoriana, spesso associato al movimento artistico del Simbolismo.
Watts divenne famoso nel suo tempo per opere allegoriche, come Hope e Love and Life.
Questi dipinti avrebbero dovuto far parte di un ciclo epico simbolico chiamato House of Life, nel quale sarebbero state rappresentate le aspirazioni e le emozioni della vita umana in un linguaggio pittorico simbolico.

## Biografia
Nato a Marylebone, quartiere di Londra, da famiglia umile, suo padre era un povero pianista. Mostrò il suo talento da giovanissimo, all'età di 10 anni imparò l'arte scultorea da William Behnes e a soli 18 anni iniziò a frequentare la Royal Academy.
Si fece conoscere al grosso pubblico con un'opera dal titolo Caractacus con la quale partecipò ad una selezione per gli affreschi delle nuove sedi del Parlamento inglese a Westminster nel 1843.
Watts vinse il primo premio della competizione il cui scopo era anche promuovere opere a soggetto patriottico. Nonostante ciò Watts non diede il suo contributo alla decorazione di Westminster ma si ispirò all'edificio per concepire una costruzione monumentale nella quale fossero rappresentate con affreschi i progressi sociali e spirituali dell'umanità.
A seguito di una visita in Italia alla metà degli anni '40 del XIX secolo, Watts fu fortemente influenzato dalla Cappella Sistina di Michelangelo e dalla Cappella degli Scrovegni di Giotto. Nel 1845, a Firenze, nella loggia al piano terreno che dà sul giardino di Villa medicea di Careggi, affrescò l'Uccisione del medico di Lorenzo il Magnifico nel pozzo della villa.
Tornato in patria, non riuscì a trovare un edificio nel quale mettere a frutto le sue nuove ispirazioni. In conseguenza di ciò gran parte delle sue creazioni artistiche dell'epoca vennero realizzate in forma di pitture ad olio, alcune delle quali furono studi ed abbozzi per la serie della House of Life.
Dal 1860 le opere di Watts risentirono dell'influenza del pittore Dante Gabriel Rossetti, enfatizzando i piaceri sensuali e facendo uso di colori molto vividi. Fra le opere di questo periodo si trova il ritratto della sua prima moglie, l'attrice shakespeariana Ellen Terry, di cui sì innamorò all'età di 30 anni, quando lei ne aveva appena compiuti 17. Appena dieci mesi dopo la celebrazione del matrimonio, 20 febbraio 1864, i due si separarono quando Ellen allacciò una relazione con un altro uomo, il divorzio venne sancito soltanto nel 1877. Nel 1866 Watts convolò a nuove nozze con la ritrattista di origini scozzesi Mary Fraser Tytler.
Dal 1870 l'influenza di Rossetti e dell'Estetismo subirono un certo declino nella pittura di Watts, che iniziò a combinare la tradizione classica con una pittura deliberatamente tormentata e sofferta, con lo scopo di suggerire le energie dinamiche dell'esistenza umana e della sua evoluzione, così come gli sforzi e le qualità transitorie dell'animo umano. Queste nuove realizzazioni furono una sorta di rivisitazione del progetto House of Life e mostrano l'influenza teorica di Max Müller, il padre della religione comparativa. Watts cercò dietro questa spinta di tracciare l'evoluzione delle mitologie dei popoli del mondo in una grande sintesi di idealità spirituale e scienza, soprattutto l'evoluzione darwiniana.
Nel 1881 lasciò Londra e organizzò il suo studio di pittura nella residenza di Little Holland House a Kenington. Le sue pitture epiche vennero esposte a Whitechapel dal suo amico Samuel Barnett, un sacerdote molto attivo nel campo delle riforme sociali.
Dopo aver rifiutato il titolo di baronetto offertogli dalla Regina Vittoria, Watts si trasferì nuovamente nella residenza di Limnerslease vicino Compton, nel Surrey nel 1891.
Qui, insieme a sua moglie Mary, si dedicò alla costruzione della Watts Gallery, un museo dedicato alle sue opere - l'unico nel suo genere in Gran Bretagna come edificio dedicato alle opere di un solo artista - che venne aperta nell'aprile del 1904, poco prima della sua morte.
Sua moglie Mary disegnò la vicina cappella funeraria mentre molti dei suoi dipinti finirono alla Tate Gallery a seguito delle donazioni dell'artista ai Tate nel 1897 e nel 1900.
Nel 1867 era stato eletto membro della Royal Academy e nel 1902 fu insignito dell'Order of Merit.
Nei suoi ultimi dipinti l'ispirazione di Watts subì una fase mistica, evidente nell'opera The Sower of the Systems, in cui Watts sembra anticipare l'arte astratta. Il dipinto infatti raffigura l'immagine di Dio appena distinguibile, sullo sfondo luminoso e ben definito di stelle e nebulose. In altre opere dello stesso periodo esistono molte somiglianze con il periodo blu di Pablo Picasso.

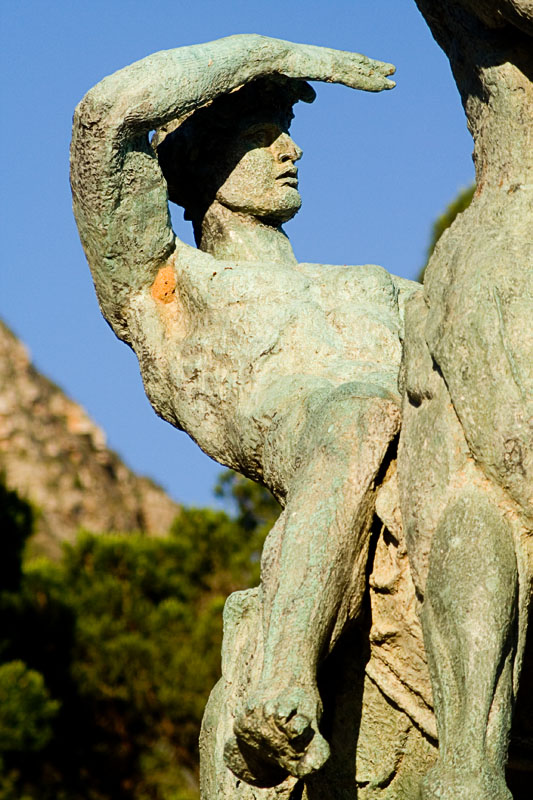
Dettaglio dell'opera scultorea Physical Energy presso il Rhodes Memorial di Città del Capo.

Watts fu anche un notevole ritrattista, egli ritrasse gran parte dei personaggi più importanti dell'epoca Vittoriana, con lo scopo di creare una raccolta dal titolo House of Fame. Gran parte di questi ritratti si trovano ora nella National Portrait Gallery, e vennero donati intorno al 1895. Nei suoi ritratti Watts cercò sempre di miscelare la disciplinata compostezza con la forza dell'azione, i suoi ritratti sono noti anche per l'accentuazione delle espressioni di tensione e sforzo dei volti, tra i quali troviamo Charles Dilke, Thomas Carlyle e William Morris.
Durante il suo ultimo periodo creativo, Watts tornò alla scultura, il suo capolavoro Physical Energy, l'enorme statua bronzea di un uomo nudo a dorso di cavallo che si ripara gli occhi dal sole mentre guarda davanti a sé, voleva essere inizialmente dedicata a Maometto, Attila, Tamerlano e Gengis Khan tutti personaggi simbolo della rude forza di volontà. Essa venne infine posta al Rhodes Memorial a Città del Capo in onore delle allora celebrate visioni imperialistiche di Cecil Rhodes.
Il saggio di Watts Our Race as Pioneers manifesta la sua convinzione della missione dell'Imperialismo britannico visto come una forza portatrice di progresso nel mondo. Una copia dell'opera venne posta nei Kensington Gardens di Londra sulla riva nordoccidetale della Serpentina.
Subito dopo la sua morte vennero dedicate diverse biografie a Watts, con l'avvento del Modernismo, però, la sua fama andò declinando. È noto uno schizzo ironico di Virginia Woolf che nel suo Freshwater ne fa un ritratto comico. Soltanto in epoche molto più recenti la sua figura è stata nuovamente valorizzata da autori come Veronica Franklin Gould che nel centenario della morte di Watts ha scritto G.F. Watts, The Last Great Victorian.

## Galleria d'immagini

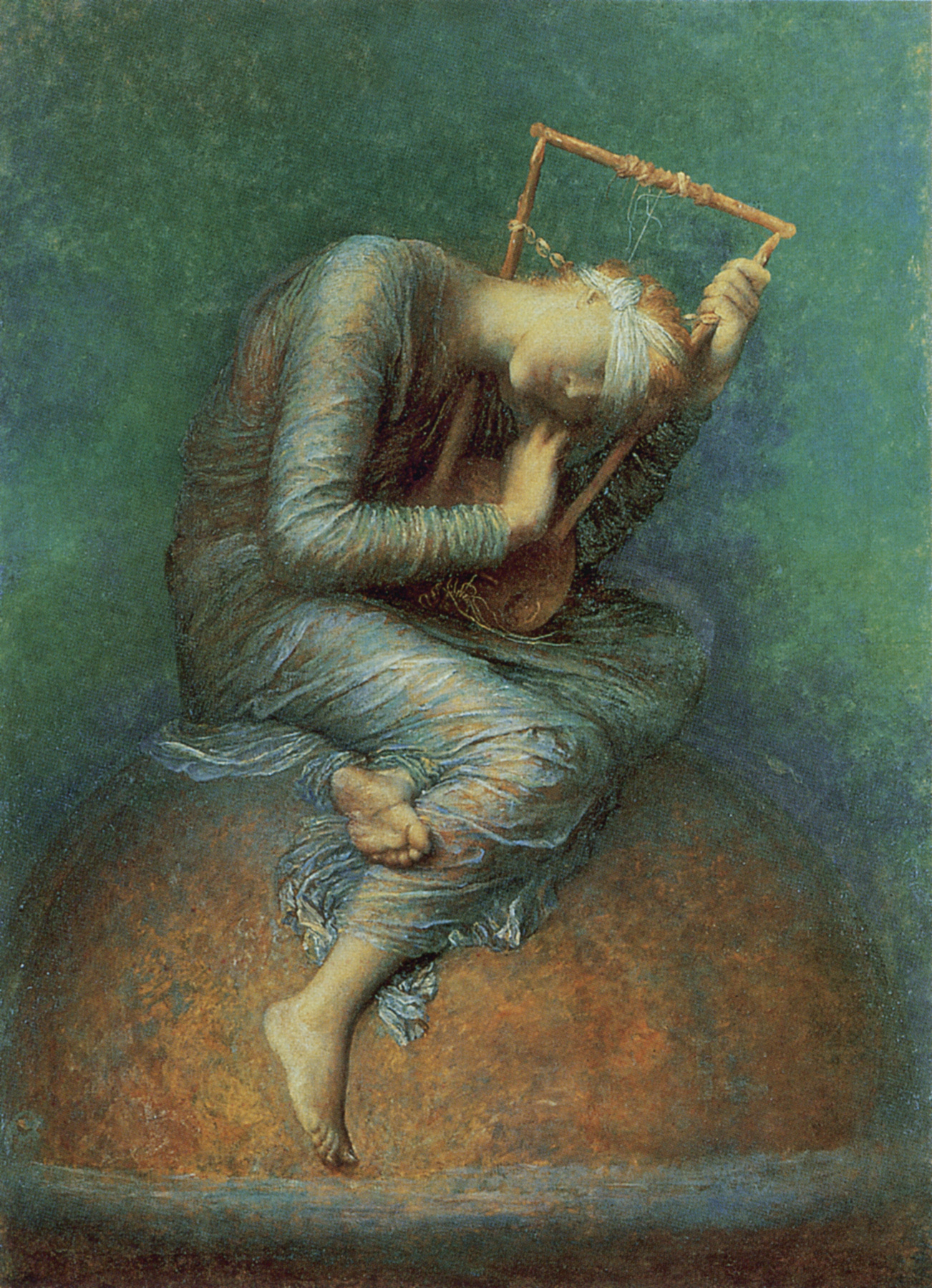
Speranza
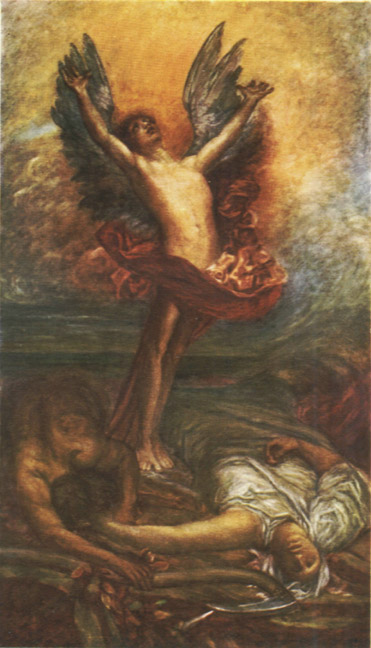
L'amore trionfante
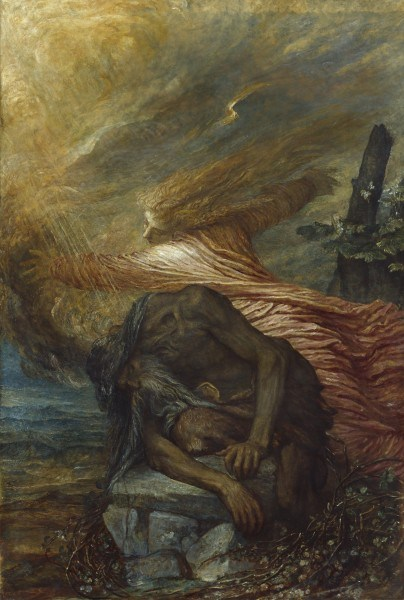
La morte di Caino
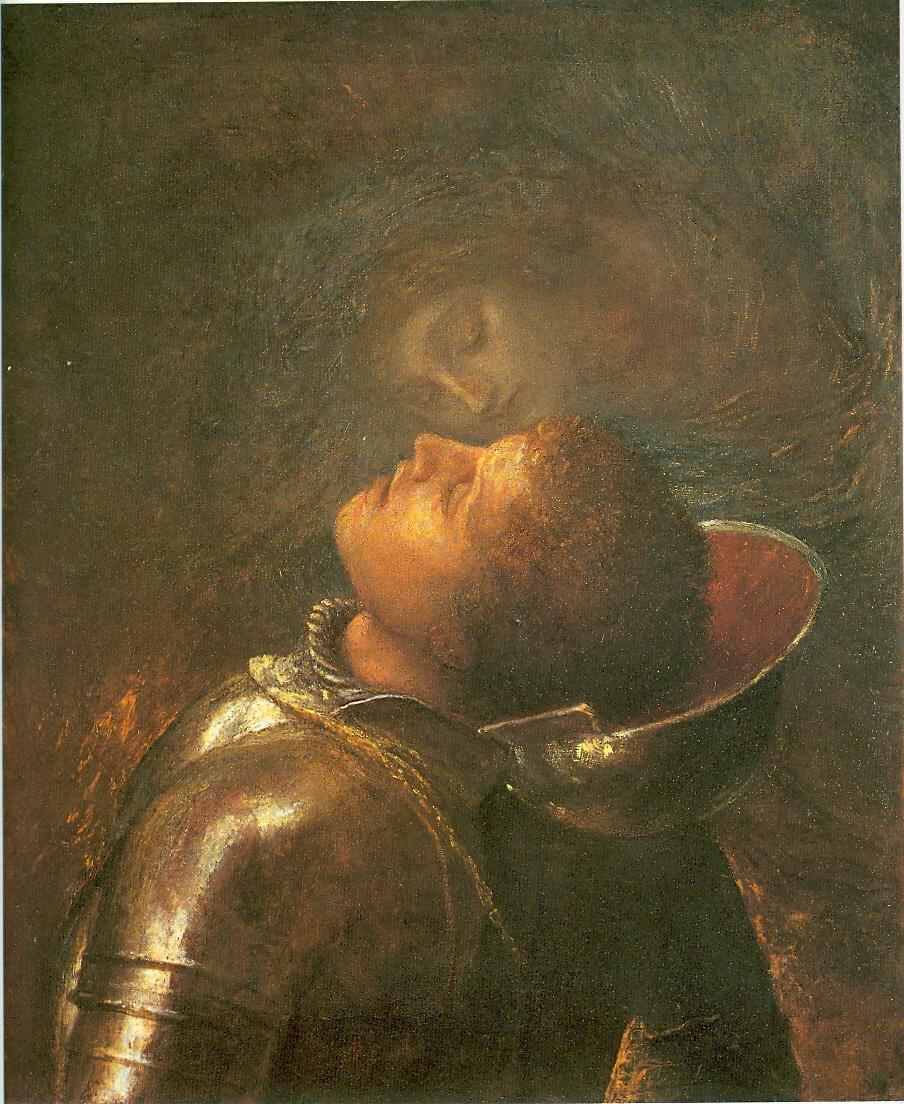
Il guerriero felice
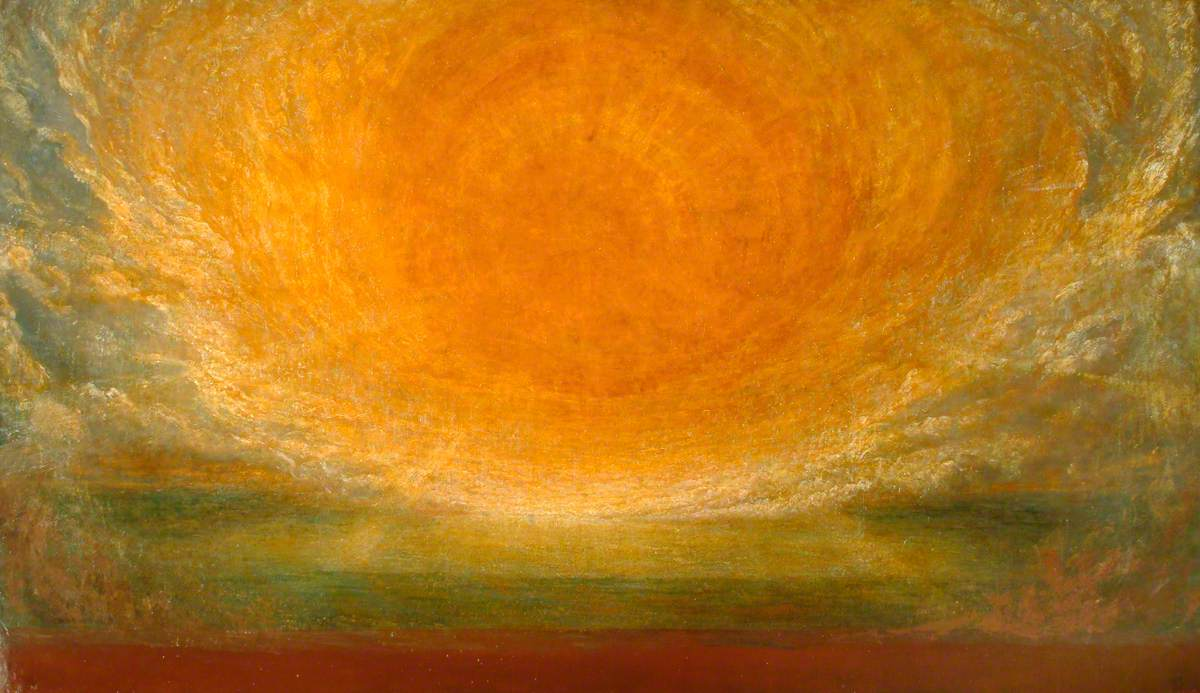
Dopo il diluvio